# Карепов, Николай Николаевич
Николай Николаевич Карепов (1860—1926) — русский военачальник, генерал-лейтенант.

## Биография
Родился 3 января 1860 года в православной семье.
Образование получил во 2-м Санкт-Петербургском реальном училище.
В военную службу вступил 1 сентября 1877 года. Затем окончил 2-е военное Константиновское училище, откуда был выпущен подпоручиком (ст. 08.08.1879) с зачислением по армейской пехоте и с прикомандированием к лейб-гвардии Павловскому полку с чином прапорщика гвардии (с. 08.08.1879). Подпоручик гвардии (ст. 30.08.1883). Поручик гвардии (ст. 01.01.1885). Штабс-капитан (ст. 30.08.1890). Капитан (ст. 30.08.1894). Командовал ротой и батальоном.
Полковник (ст. 06.12.1899). Участник русско-японской войны 1904—1905 годов. Командир 145-го пехотного Новочеркасского полка с 25 июля 1904 года.
Генерал-майор (пр. 15.01.1909; ст. 15.01.1909; за отличие). Командир 1-й бригады 40-й пехотной дивизии с 15 января 1909 года.
Участник Первой мировой войны, принимал участие в походе в Восточную Пруссию. Командующий 30-й пехотной дивизией с 4 ноября 1914 года. Генерал-лейтенант (пр. 28.02.1915; ст. 08.11.1914; за отличия в делах…) с утверждением в должности. На 10 июля 1916 года находился в том же чине и должности.
После Октябрьской революции служил в РККА. Затем перешел на сторону ВСЮР. Участник Белого движения на юге России.
Затем находился в эмиграции в Югославии.
Умер в Кладово (Сербия, Югославия) 13 августа 1926 года.

## Награды
- Награждён орденом Св. Георгия 4-й степени (31 марта 1916) и «Золотым оружием» (3 декабря 1909).
- Также награждён орденами Св. Станислава 2-й степени (1902); Св. Анны 2-й степени с мечами (1905); Св. Владимира 4-й степени с мечами и бантом (1906); мечи к ордену Св. Станислава 2-й степени (1906); Св. Владимира 3-й степени (1912); Св. Анны 1-й степени с мечами (ВП 26.02.1915); Св. Станислава 1-й степени с мечами (ВП 26.02.1915); Св. Владимира 2-й степени с мечами (ВП 18.03.1916).